# Albert Dillens

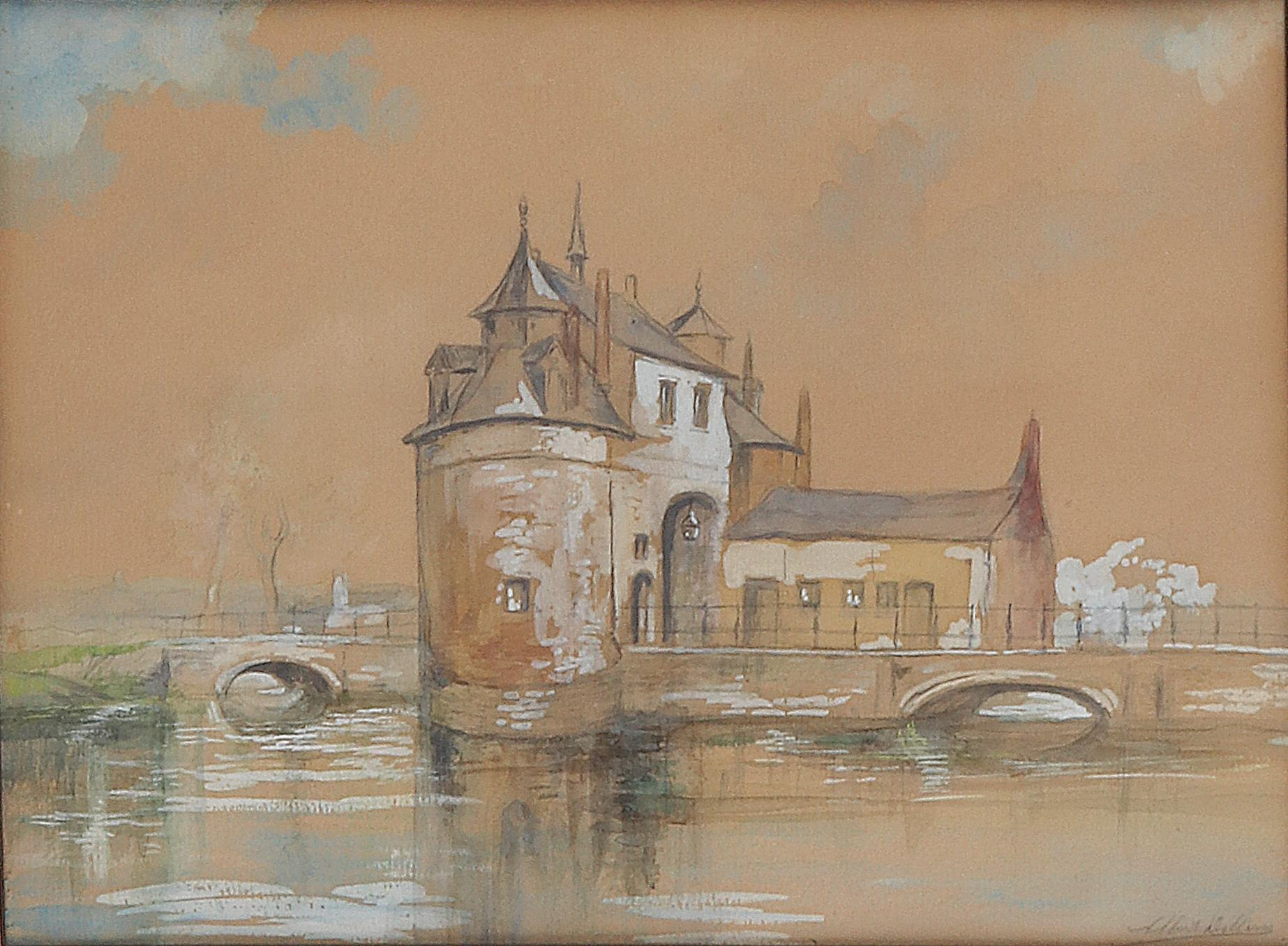
Ezelpoort (auch Porte d'Ostende) in Brügge, Aquarell von Albert Dillens

Albert Dillens, auch Albrecht Dillens, (geboren 1844 in Antwerpen; gestorben 1915 ebenda) war ein belgischer Maler.

## Leben

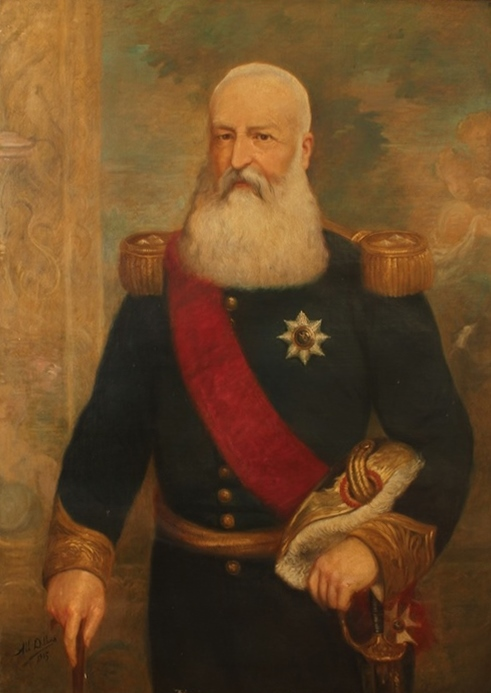
Léopold II.

Albert war der Sohn von Hendrick Joseph Dillens, der selbst Maler war. Alberts Bruder war der Bildhauer Julien Dillens. Hendrick Josephs Bruder war der Maler Adolf Dillens.
Albert war ein Schüler seines Vaters Hendrick Joseph. Er studierte an der Antwerpener und an der Brüsseler Akademie.
Wie sein Vater malte er Genre- und Historienbilder aus dem Alltag der belgischen Provinz.
Er malte offizielle Bilder von dem König der Belgier Leopold I. und seiner Frau Louise Marie und ebenso auch von Leopold II. und seiner Frau Marie Henriette.